# Hr.Ms. Philips van Almonde (1981)
De Hr.Ms. Philips van Almonde (F823) was een Nederlands s-fregat van de Kortenaerklasse. Het schip is het tweede schip van de Nederlandse marine dat vernoemd is naar de 17e-eeuwse Nederlandse vlootvoogd Philips van Almonde. Het eerste schip werd door het uitbreken van de Tweede Wereldoorlog nooit in Dienst genomen. De Philips van Almonde werd na de uit dienst name net als de meeste fregatten van de Kortenaerklasse verkocht aan Griekenland.

## In Griekse dienst
Bij de Griekse marine is het schip op 24 oktober 2003 in dienst genomen en vaart het als HS Themistoklis (F465). Het schip is vernoemd naar de Athenese staatsman en vlootvoogd Themistocles. Het schip is het vierde schip dat bij de Griekse marine vaart onder de naam Themistoklis.